# Бакърлия
Бакърлия е защитена местност в България. Намира се в землището на селата Изворово и Йерусалимово, област Хасково.
Защитената местност е с площ 387,15 ha. Обявена е на 11 юли 2001 г. с цел дългосрочно опазване популациите на световно и европейско застрашени видове земноводни, влечуги, птици, бозайници и растения както и типични за Сакар местообитания и ландшафти, както и част от орнитологично важно място Южен Сакар. Опазване на типични за Сакар местообитания, скални пейзажи и насаждения. Защитената местност попада в територията на защитената зона от Натура 2000 по директивата за птиците Радинчево.
В защитената местност се забраняват:
- търсенето и проучването на полезни изкопаеми със сондажни и минни дейности в периода януари – юни включително;
- добива на полезни изкопаеми по открит способ;
- извеждането на сечи в горските насаждения освен санитарни и отгледни сечи през периода извън август до декември включително;
- лова и ловностопанските мероприятия;
- промяна на предназначението и ползването на земите от поземления фонд.[1]